# هرمان (مینه‌سوتا)
هرمان، مینه‌سوتا (به انگلیسی: Herman, Minnesota) یک شهر در ایالات متحده آمریکا است که در شهرستان گرانت واقع شده‌است.

## خصوصیات
هرمان ۲٫۷۷ کیلومترمربع مساحت و ۴۳۷ نفر جمعیت دارد و ۳۲۷ متر بالاتر از سطح دریا واقع شده‌است.